# Аллахабади, Акбар Хусейн
Акбар Хусейн Аллахабади (1846 — 15 февраля 1921) — один из самых выдающихся поэтов мусульманской Индии.

## Биография
Служил по судебному ведомству. Начал писать рано, в традиционной форме лирической поэзии. С течением времени его поэзия приняла сатирическое направление. Незадолго до смерти написал «Gandhi-Nāma» (поэму о Ганди и о возглавляемом им движении, отвергающем сотрудничество с британским правительством), но воздержался от её опубликования. Акбар много сделал для приближения поэтического языка к разговорному. Произведения его понятны не только мусульманам, говорящим на урду, но и индуистам, говорящим на хинди.